# Max Cooper (Musikproduzent)

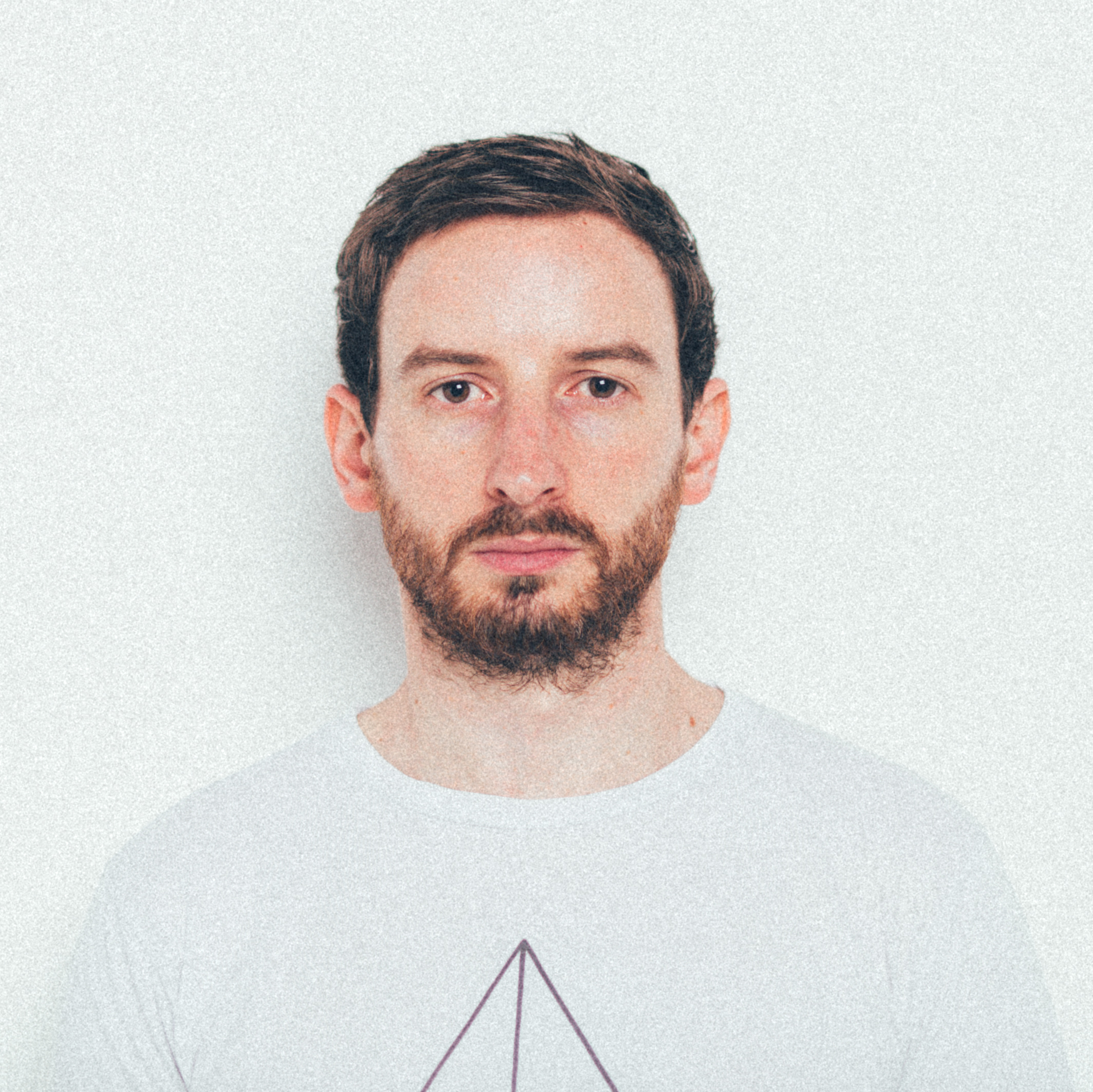
Max Cooper (2016)

Max Cooper (* 19. Mai 1980 in Belfast) ist ein britischer DJ, Liveact und Musikproduzent der elektronischen Tanzmusik aus London.

## Leben und Karriere
Cooper stammt aus der nordirischen Stadt Belfast. Seine Eltern sind aus Australien eingewandert. Bereits 1999 war er als DJ aktiv, diese Laufbahn musste er aber aufgrund seiner naturwissenschaftlichen Karriere zurückstellen. Laut eigener Aussage inspirierte ihn in seiner Kindheit ein Buch von Stephen Hawking, sich mit Naturwissenschaften auseinanderzusetzen. Cooper studierte Bioinformatik und erhielt seinen Ph.D. (Doktorgrad) 2008 in Computerbiologie an der University of Nottingham. Nach seinem Studium schlug Cooper zunächst eine wissenschaftliche Karriere als Genforscher ein. Er war unter anderem bei dem renommierten University College London beschäftigt. 2010 entschied er sich dazu, seine akademische Karriere ruhen zu lassen und sich auf die Musikproduktion zu konzentrieren.
In den Jahren danach veröffentlichte Cooper unter anderem Remixes für Dominik Eulberg, Agoria und Extrawelt. Weiterhin war er Liveact im Printworks, Berghain, Tresor und Ritter Butzke. Außerhalb der Clubszene gab er Konzerte im Élysée Montmartre und Funkhaus Nalepastraße. Sein Debütalbum Human wurde 2014 veröffentlicht. Viele seiner Alben und EPs erschienen beim Kölner Label Traum Schallplatten.

## Diskografie (Auswahl)
Alben
- 2014: Human (Fields)
- 2016: Emergence (Mesh)

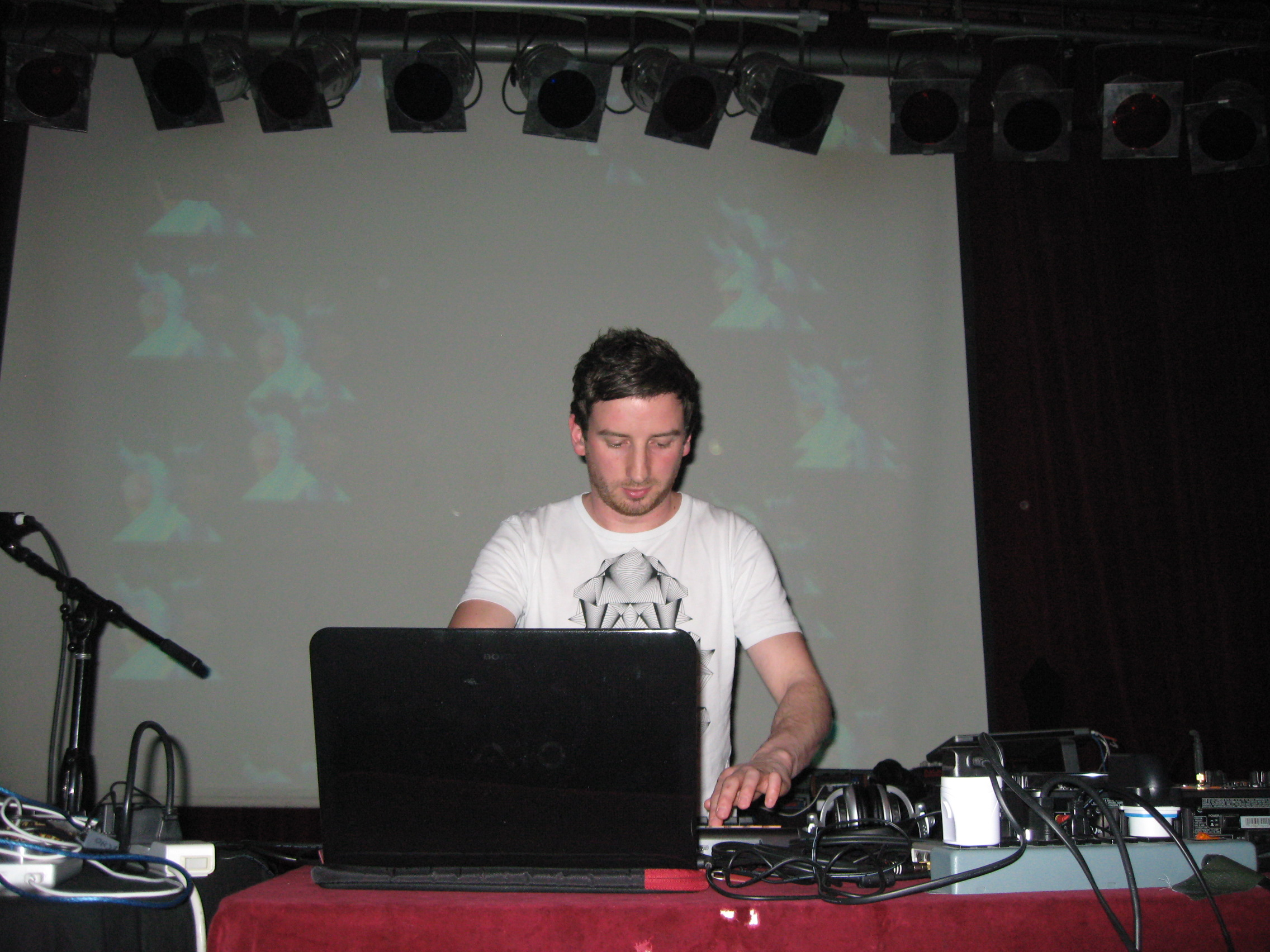
Max Cooper bei einem Auftritt in Seattle (2011)

- 2018: One Hundred Billion Sparks (Mesh)
- 2019: Yearning For The Infinite (Mesh)
- 2020: Glassforms (mit Bruce Bubaker, InFiné)

EPs
- 2009: Symphonica (Traum Schallplatten)
- 2010: Expressions (Traum Schallplatten)
- 2013: Movements (mit Nicolas Bougaïeff; Traum Schallplatten)
- 2018: Identity (Mesh)
- 2021: Maps (Mesh)